# Into the Gap
Into the Gap är den brittiska gruppen Thompson Twins fjärde album, utgivet den 17 februari 1984. Den blev gruppens största framgång med 1:a plats på den brittiska albumlistan och 10:e plats på amerikanska Billboard 200. I Sverige låg albumet sex veckor på Sverigetopplistan med som bäst en 14:e plats i maj 1984.
Albumet var liksom det föregående albumet Quick Step and Side Kick ett samarbete med producenten Alex Sadkin och spelades in i Compass Point Studios i Nassau, Bahamas. Det föregicks av hitsingeln Hold Me Now (4:a på den brittiska singellistan och gruppens stora genombrott i USA). Ytterligare fyra låtar från albumet gavs ut som singlar: Doctor! Doctor! (UK #3, US #11), You Take Me Up (UK #2, US #44), Sister of Mercy (UK #11) och The Gap (US #69). Den sistnämnda släpptes dock bara i vissa länder.
Kassettutgåvan av albumet innehåller en hel sida med remixversioner. Dessa finns med på återutgåvan av albumet (2CD) från 2008 som även innehåller alla 12"-versioner och b-sidor.

## Utgåvor och låtförteckning
- Alla låtar komponerade av Bailey/Currie/Leeway.

1. "Doctor! Doctor!" - 4:39
2. "You Take Me Up" - 4:26
3. "Day After Day" - 3:49
4. "Sister of Mercy" - 5:09
5. "No Peace for the Wicked" - 4:09
6. "The Gap" - 4:44
7. "Hold Me Now" - 4:46
8. "Storm on the Sea" - 5:32
9. "Who Can Stop the Rain" - 5:46

Vissa utgåvor (vanligtvis amerikanska) innehåller en annan ordningsföljd på låtarna och en kortare version av den sista låten:
1. "Doctor! Doctor!" - 4:39
2. "You Take Me Up" - 4:26
3. "Hold Me Now" - 4:46
4. "Day After Day" - 3:50
5. "No Peace for the Wicked" - 4:09
6. "The Gap" - 4:44
7. "Sister of Mercy" - 5:09
8. "Storm on the Sea" - 5:32
9. "Who Can Stop the Rain" - 5:16

Den brittiska kassettutgåvan innehåller även:
1. "Leopard Ray" (an original instrumental composition)
2. "Doctor! Doctor!" (extended version)
3. "Panic Station" (remix of "Day After Day")
4. "Down Tools" (remix of "You Take Me Up")
5. "Hold Me Now" (extended version)
6. "Funeral Dance" (remix of "No Peace For The Wicked")
7. "Compass Points" (remix of "The Gap")
8. "Still Water" (remix of "Storm on the Sea")

### 2008 expanded edition, 2 CD
CD 1
1. "Doctor! Doctor!" - 4:38
2. "You Take Me Up" - 4:23
3. "Day After Day" - 3:50
4. "Sister of Mercy" - 5:04
5. "No Peace for the Wicked" - 4:04
6. "The Gap" - 4:43
7. "Hold Me Now" - 4:42
8. "Storm on the Sea" - 5:26
9. "Who Can Stop the Rain" - 5:17
10. "Leopard Ray" - 3:15
11. "Doctor! Doctor!" - 7:50
12. "Panic Station" - 4:40
13. "Down Tools" - 4:18
14. "Hold Me Now" - 9:45
15. "Funeral Dance" - 3:12

CD 2
1. "Compass Points" - 5:00
2. "Still Water" - 3:40
3. "You Take Me Up (Machines Take Me Over)" - 7:33 (12" version of "You Take Me Up")
4. "Sister of Mercy (12” Version)" - 9:26
5. "Let Loving Start (12” Version)" - 9:09 (B-Side of "Hold Me Now" 12" single)
6. "You Take Me Up (High Plains Mixer)" - 8:30 (Originally released as a limited edition white label UK 12" single in Spring 1984)
7. "Nurse Shark" - 4:05 (B-Side of "Doctor! Doctor!" 7" and 12" singles)
8. "Passion Planet" - 3:42 (B-Side of "You Take Me Up" 7" single)
9. "You Take Me Up (Instrumental)" - 6:20 (B-Side of the "High Plains Mixer" UK 12" single of "You Take Me Up")
10. "Out of the Gap (Megamix Extended Version)" - 8:57 (B-Side of "Sister of Mercy" 12" single, incorporating "Love on Your Side", "In the Name of Love", "Tears", "Doctor! Doctor!", "We Are Detective", "Lies", "Hold Me Now", and "The Gap")

## Medverkande
- Tom Bailey: sång, synthesizer, piano, kontrabas, munspel, gitarr, trumprogrammering
- Joe Leeway: synthesizer, percussion, sång
- Alannah Currie: trummor, percussion, marimba, xylofon, sång